# Миссия в Майами
«Миссия в Майами» (англ. Ride Along 2) — американская экшн-комедия от режиссёра Тима Стори по сценарию Фила Хэя и Мэтта Манфреди. Сиквел картины «Совместная поездка» 2014 года. В фильме снялись Айс Кьюб, Кевин Харт, Кен Жонг, Оливия Манн, Тайриз Гибсон и Тика Самптер. Выход в прокат в США состоялся 15 января 2016. В России фильм вышел на экраны 31 марта 2016 года.

## Сюжет
Главные герои — выпускник полицейской академии Бен (Кевин Харт) и детектив полицейского управления Атланты Джеймс (Айс Кьюб). Напарники отправляются в Майами, чтобы рассекретить и обезвредить могущественный наркокартель, которым, похоже, заправляет уважаемый и баснословно богатый бизнесмен. Но планам по-быстрому съездить во Флориду не суждено сбыться — под угрозой оказывается не только расследование, но и свадьба Бена и Анджелы (Тика Самптер), сестры Джеймса. Шальные деньги, большие пушки и разноцветные бикини — миссия выйдет что надо.

## В ролях
| Актёр           | Роль                   |
| --------------- | ---------------------- |
| Айс Кьюб        | детектив Джеймс Пейтон |
| Кевин Харт      | офицер Бен Барбер      |
| Оливия Манн     | Майя Крус              |
| Тика Самптер    | Анджела                |
| Кен Жонг        | ЭйДжей                 |
| Глен Пауэлл     | Трой                   |
| Брюс Макгилл    | лейтенант Брукс        |
| Бенджамин Брэтт | Антонио Поп            |

## Производство
В начале 2014 года фильм Ride Along (выходил в России только на DVD) стал настоящим хитом, собрав в международном прокате больше $150 млн. Студия Universal Pictures объявила о планах снять сиквел 18 февраля 2014. Режиссёрское кресло вновь занял Тим Стори. Айс Кьюб и Кевин Харт тоже вернулись на площадку — их уморительный дуэт понравился зрителям ещё в первой части. Съемки планировались на конец июня — начало июля 2014.

## Съемки
Основные съемки начались 7 июля 2014 в Майами, штат Флорида. Айс Кьюба и Кевина Харта видели на пляже в роскошном районе Майами-Бич. Через неделю съемочная группа переместилась в курортный город Форт-Лодердейл, а потом в Атланту, где работала до 21 июля. В середине сентября 2014 года съемки были завершены. Первый трейлер картины вышел в августе 2015.

## Сборы
По итогам первого уик-энда фильм стал лидером американского проката, собрав больше 35 миллионов долларов.